# Lasseube-Propre
Lasseube-Propre är en kommun i departementet Gers i regionen Occitanien i sydvästra Frankrike. Kommunen ligger i kantonen Auch-Sud-Ouest som tillhör arrondissementet Auch. År 2022 hade Lasseube-Propre 336 invånare.

## Befolkningsutveckling
Antalet invånare i kommunen Lasseube-Propre
Referens:INSEE